# موزه تلکام
موزه تلکام (مالایی: Muzium Telekom) یک موزه در شهر کوالالامپور مالزی است.

## تاریخچه
ساختمان این موزه در سال ۱۹۲۸ ساخته شد. در ابتدا از این ساختمان با عنوان مکان تلفن‌خانه دستی بهره‌برداری گردید تا اینکه در سال ۱۹۳۸ به تلفن‌خانه مکانیکی ارتقاء یافت.

## سبک معماری
ساختمان موزه از فرم و ویژگی‌های معماری نئوکلاسیک یونانی بهره برده‌است.